# Mazury (Broniszewice)
Mazury – niestandaryzowana część wsi Broniszewice, położona w  województwie wielkopolskim, w powiecie pleszewskim, w gminie Czermin.
Przysiółek znajduje się we wschodniej części Broniszewic, wzdłuż drogi w kierunku Grodziska.